# يوكا كوماتسو
يوكا كوماتسو (小松由佳 كوماتسو يوكا) هي ممثلة يابانية ولدت في 3 أغسطس في طوكيو.

## أدوارها في الأنمي

### مسلسلات أنمي تلفزيونية
- ناروتو شيبودن - كاروي
- بوروتو: ناروتو نكست جينيريشنز - كاروي أكيميتشي
- روك لي وأصدقائه النينجا - كاروي
- المقيم الأبدي - أسانو توكي
- ويتش هنتر روبن - ميكا هانامورا
- نحل الرسائل - بيستيس, سارا
- نحل الرسائل REVERSE - سارا
- غانسلينغر غيرل -IL TEATRINO- - رايتشل
- بي بليد ج2 - بارعة
- بلاك كات - ميور
- مغامرة جوجو الغريبة: ستارداست كروسيدرز - شيري بولناريف

### أنمي الإنترنت
- سيلور مون كريستال - والدة مي

### أفلام أنمي
- سلسلة أفلام بيرسونا 3
  - بيرسونا 3 ذا موفي: 1 سبرنغ أوف بيرث - إيساكو توريومي
  - بيرسونا 3 ذا موفي: 2 حلم فارس منتصف الصيف - إيساكو توريومي
- فيلم ناروتو شيبودن: سجن الدم - كاروي

## أدوارها في ألعاب الفيديو
- بيرسونا 3 - إيساكو توريومي, ناتسكي مورياما
- بيرسونا 3 فيس - إيساكو توريومي, ناتسكي مورياما
- بيرسونا 3 بورتبل - إيساكو توريومي, ناتسكي مورياما
- كينجدوم هارتس 3D: دريم دروب ديستانس - كوورا

## أدوارها في الدبلجة اليابانية
- أفاتار - نيتيري
- ترون: الإرث - كوورا
- باربي الأميرة و نجمة النجوم - كيرا

## وصلات خارجية
- يوكا كوماتسو على موقع IMDb (الإنجليزية)
- يوكا كوماتسو على موقع ميوزك برينز (الإنجليزية)
- يوكا كوماتسو على موقع قاعدة بيانات الفيلم (الإنجليزية)
- يوكا كوماتسو على موقع ANN person (الإنجليزية)